# Ксенон: Z3
Ксенон: Z3 — американська науково-фантастична комедія 2004 року режисера Стіва Раша. Це третя і заключна частина трилогії про Ксенон.

## Про фільм
Надоврі 2054-й рік, Кенон Кар зараз 18. Вона змагається за перемогу в конкурсі «Galactic Teen Supreme», який завершується святкуванням на Місяці.
Ксенон збирається виграти конкурс, але її мрії про успіх опиняються під загрозою.

## Знімались
| Актор           | Роль         |
| --------------- | ------------ |
| Кірстен Стормс  | Ксенон       |
| Лорен Малтбі    | Марджі       |
| Стюарт Панкін   | Едвард Планк |
| Голлі Фулгер    | Тітонька     |
| Гленн Макміллан | Бронлі       |
| Бен Істер       | Сейдж        |
| Рейвен-Сімон    | Небула       |
| Ніккі Джошуа    | Блаш         |
| Тамарин Уйсв    | Блаш-2       |
| Елана Бендікс   | Блаш-3       |